# مقاطعة بروارد (فلوريدا)
مقاطعة بروارد ، فلوريدا (بالإنجليزية: Broward County, Florida)‏هي مقاطعة تقع في ولاية فلوريدا الأمريكية .

## أعلام
- نيل روجرز
- هال برودا
- ناثان فاين
- بيرثا فوستر
- ليونيل تيت